# 尾花沢インターチェンジ
尾花沢インターチェンジ（おばなざわインターチェンジ）は、山形県尾花沢市にある東北中央自動車道（尾花沢新庄道路）のインターチェンジである。
東北中央自動車道は本ICを境に、山形方面が高速自動車国道、新庄方面が国道13号の自動車専用道路となる。

## 歴史
- 2007年（平成19年）9月29日 : 東根 - 尾花沢の事業着手[1]。
- 2014年（平成26年）
  - 11月5日 : 当ICの名称が「尾花沢IC」で正式決定[2]。
  - 11月16日 : 尾花沢新庄道路・尾花沢IC - 野黒沢IC間開通に伴い、供用開始[3]。
- 2018年（平成30年）4月15日 : 東北中央自動車道・大石田村山IC - 尾花沢IC間開通[4]。

## 周辺
- 丹生川
- 山形県立北村山高等学校
- 銀山温泉
- イオンタウン尾花沢
- ダイユーエイト尾花沢店
- 大石田駅(大石田町)(山形新幹線·奥羽本線)

## 接続する道路
- 直接接続
  - 国道347号
- 間接接続
  - 国道13号（尾花沢バイパス）

## 料金所
国土交通省管轄の無料区間であるため、料金所は設置されていない。

## 隣
E13 東北中央自動車道（尾花沢新庄道路）
(21) 大石田村山IC - (22) 尾花沢IC - (23) 野黒沢IC